# JDM: Japanese Drift Master
JDM: Japanese Drift Master es un videojuego de carreras desarrollado por Gaming Factory y publicado por Gaming Factory y 4Divinity para Windows. Fue lanzado el 21 de mayo de 2025.

## Jugabilidad
JDM: Japanese Drift Master es un juego de carreras que combina una física realista y ajustada de simulación. Se recorren en carreteras de mundo abierto y se descubren eventos y misiones. Se pueden perfeccionar las habilidades y dominar una variedad de eventos y misiones secundarias, incluyendo carreras de derrape, de agarre y de aceleración, así como batallas de derrape y más.
El juego está ambientado en la atmósfera de Japón con la prefectura ficticia de Guntama, inspirada en la región de Honshu. Con más de 250 km de carreteras principales, diversos paisajes con tráfico, clima dinámico y sistemas de ciclovías diurnas y nocturnas. Pone a prueba las habilidades del jugador en sinuosos pasos de montaña o derrapando por las bulliciosas calles de la ciudad.
JDM cuenta con un taller de pintura, donde se pueden personalizar los coches con un estilo japonés. Se puede visitar el taller de tuning para descubrir todo el potencial de los coches que se han adquirido en el concesionario. Se puede elegir entre vehículos con licencia, incluyendo marcas icónicas como Mazda, Nissan y Subaru.
Cuenta con física de conducción simcade y se puede conducir ya sea con mando, volante o teclado.
JDM pone al jugador en la piel de un extranjero decidido a dejar huella en la escena del drifting japonés. La aventura se muestra a través de páginas de manga dibujadas a mano.
Cuenta con sonidos de coche capturados a través de grabaciones originales y recreados con atención al detalle. Además cuenta emisoras de radio de distintos géneros y elige la banda sonora perfecta para tu viaje.

## Recepción
JDM recibió reseñas "mixtas o promedio" según el agregador de reseñas Metacritic.